# Central Tejo
Central Tejo var ett elkraftverk som ägdes av Companhias Reunidas de Gás e Electricidade (Förenade gas- och elbolagen) (CRGE), som tillhandahöll elektricitet åt hela Lissabon och regionen runt staden. Kraftverket ligger i stadsdelen Belém i Lissabon. Det var igång mellan år 1909 och 1972, men från och med 1951 användes det bara som reservkraftverk. Kraftverket har sedan sin start ändrats flera gånger genom utbyggnader. 
Det ursprungliga Central Tejo, vars byggnader inte längre finns kvar, byggdes 1909 och drevs fram till 1921. Under 1914 påbörjades byggnaderna för lågtryckspannor och maskinrummet, som därefter har blivit utbyggda flera gånger. År 1941 byggdes slutligen byggnaden för högtryckspannor, den största av kraftverkets alla byggnader, och 1951 gjordes en utbyggnad även här, och man lade då till ännu en värmepanna.
Elverket var i drift fram till 1972, men stängdes officiellt år 1975, och är nu ett viktigt vittnesbörd om Lissabons industriella historia. På grund av detta blev elverket år 1986 klassificerat som en kulturarvsbyggnad. Sedan 1990 är Central Tejo öppet under namnet Elektriska museet.

## Historia
Byggnaderna från 1909 (som inte längre finns kvar) utgjorde det ursprungliga Central Tejo, som var i drift fram till 1921. Det var ingenjör Lucien Neu som utformade och planerade dess konstruktion under ledning av företaget Vielillard & Tourzet (ingenjör Ferdinand Touzêt var lärjunge till Gustave Eiffel). 
Med åren har dess maskineri förändrats för att öka kraftverkets effekt och under 1912, när all utrustning redan var installerad, hade kraftverket 15 mindre pannor av märket Belleville och fem grupper av generatorer med en effekt på 7,75 MW. Från och med 1916 och fram till dess avaktivering 1921 fick man ångan från de nya pannor som installerades i den nuvarande lågtrycksbyggnaden. Efter 1921 blev pannorna avaktiverade, nedmonterade och byggnaden användes för förråd och verkstäder fram till år 1938, då den revs för att lämna plats åt den nya byggnaden för högtryckspannor.

### Lågtrycksfasen
Lågtrycksbyggnaderna började byggas 1914 och stod klara 1930, efter tre större konstruktionsfaser. Den första (från 1914 till 1921) omfattade byggandet av två industribyggnader för pannorna, maskinrummet för generatorer och för transformatorstationen.
Den andra fasen (från 1924 till 1928) omfattade den första utbyggnaden av pannrummet med en ny längsgående anläggning. Man köpte en ny generator, byggde en kolmatare samt två plattformar för kylkretskanalerna.
Slutligen, i den tredje fasen (från 1928 till 1930), gjordes den sista utbyggnaden av pannrummet, med en ny och större industribyggnad, maskinrum och transformatorstation.
Då, på 1930-talet, hade kraftverkets pannrum elva lågtryckspannor, tio av dem av märket Babcock & Wilcox och en av märket Humboldt. Maskinrummet hade i sin tur fem generatoraggregat av olika märken och styrka: Escher & Wiss, AEG (två grupper), Stal-Asea och Escher Wiss/Thompson.

### Högtrycksfasen
Med den ökade kraften hos två nya grupperna av AEG-turbogeneratorer som monterades 1934, blev det nödvändigt att installera nya ångpannor som drevs med högtrycksånga. Konstruktionen gjordes på marken som tidigare upptogs av det ursprungliga Central Tejo, som revs 1938 för att ge plats åt denna nya byggnad för högtrycksångpannor, kraftverkets mest imponerande byggnad. Inuti den fanns tre stora högtrycksångpannor av märket Babcock & Wilcox, som togs i drift 1941.
I och med rivningen av det ursprungliga Central Tejo och den nya byggnaden för högtrycksångpannor krävdes mer utrymme för verkstäder och förråd. CRGE köpte då den intilliggande marken som är belägen på den östra sidan av anläggningen, där det gamla sockerbruket Senna Sugar Estates, Ltd., ägt av Companhia de Açúcar de Moçambique, låg förut. Det var också nödvändigt att skapa ett extra rum för vattenrening, vilket installerades i byggnaden för lågtrycksångpannor, och de första två pannorna demonterades.
År 1950 byggdes byggnaden för högtryckspannor ut för att omfatta en panna till, som togs i bruk året därpå och som blev den sista tillbyggnaden av kraftverket.

### Integrering i det nationella elnätet
År 1944, trädde lag 2002 – Lei da Electrificação Nacional (nationell elektrifieringslag) i kraft, som prioriterade vattenkraftproduktion. Central Tejo fick en sekundär roll inom elsektorn på grund av byggandet av de första stora vattenkraftverken, dammen vid Castelo do Bode, som inledde sin verksamhet 1951, och Central Tejo blev gradvis degraderat till ett reservkraftverk.
Trots det fortsatte Central Tejo i kontinuerlig drift mellan 1951 och 1968, förutom 1961. År 1972, efter ett attentat mot Salazars regim, togs de kraftledningar som transporterade el till Lissabon från vattenkraftverket i Castelo de Bode bort, och Central Tejo togs åter i drift för att producera el för sista gången i sin historia. Den officiella nedläggningen var 1975.

### Central Tejo som Elektricitetsmuseet
Efter nedläggningen och förstatligandet av kraftbolagen, beslutades det att ge nytt liv åt detta före detta kraftverk och öppna det igen för kulturella ändamål. År 1986 bildades den första ansvarsgruppen för museet, som öppnade dörrarna för allmänheten 1990.
Mellan 2001 och 2005 genomgick museet en omfattande omstrukturering, allt från det arkitektoniska arvet till det museala innehållet. Slutligen, under 2006, öppnade museet återigen sina dörrar, men nu med en ny typ av museologi som var mycket mer dynamisk och pedagogisk.

## Arkitektoniskt komplex
Central Tejos arkitektoniska utformning är numera, efter successiva förändringar och utbyggnader under årens lopp, i perfekt bevarat skick och representerar ett stort tillverkningskomplex från första hälften av förra århundradet.
Hela byggnadskomplexet utgör en harmonisk helhet tack vare en tegelklädd järnram på samtliga byggnadsdelar. Det finns dock olika stilar mellan lågtrycks- och högtrycksbyggnaderna.

## Kraftverkets drift
Funktionsprincipen för ett kraftverk är baserad på brinnande bränsle för att producera ånga som i sin tur roterar en strömgenerator. Detta är lätt att åstadkomma i teorin, men i praktiken krävs en komplex uppsättning av maskiner, kretsar och logistik.
Vid Central Tejo var det kol som var det bränsle som behövdes, och det kom till kraftverket via havet och lastades av vid Praça do Carvão (Koltorget) för att senare deponeras i fragmenteringsanläggningen och därefter forslas vidare till blandningssilor. Därifrån fortsatte kolet till transportbandet på toppen av distributionsbyggnaden, och föll sedan ner på det rörliga gallret inne i förbränningsugnen. Här brändes det vid en temperatur av omkring 1200ºC.
Den frigjorda värmen förvandlade vatten till ånga som passerade genom rören inne i pannan och därefter leddes vidare till turbogeneratorer. Vattnet som användes här cirkulerade i en sluten krets och var kemiskt rent. Det genomgick en renings- och filtreringsprocess för att förhindra en försämring av utrustningen i själva anläggningen.
Ångan gick igenom rören under högt tryck (38 kg/cm²) till generatorer, där turbinen förvandlade ångans värmeenergi till mekanisk energi, och generatorn förvandlade den mekaniska energin som överförts av turbinen till elektrisk energi, som producerade en elektrisk trefasström på 10 500 V med en frekvens på 50 Hz, som efter att ha passerat genom den centrala transformatorstationen vidarebefordrades ut till konsumenterna.
När ångan hade utfört sitt arbete i turbinerna leddes den till kondensatorer där den förvandlades tillbaka till vatten för att på nytt användas i pannorna. Den heta ångan förvandlades tillbaka till vätska genom kontakt med de kalla väggarna i rör inuti kondensatorn, och där innanför passerade vatten från floden. På så vis kom aldrig flodvattnet i direkt kontakt med det rena vatten som används som arbetsmedium. Från kondensatorn pumpades vattnet tillbaka till pannan och därmed var cirkeln sluten.

## Arbetsförhållandena vid kraftverket
Anläggningens drift hade varit omöjlig utan de människor som arbetade där i generationer. Det krävdes en strikt uppdelning av arbetsuppgifter och ett system med skiftarbete för att säkerställa en oavbruten drift av kraftverket.
De cirka 500 anställda, som jobbade dag som natt, var uppdelade i över 45 olika funktioner. Deras roller varierade från de mer specialiserade teknikerna och ingenjörerna till arbetarna i pannrum, snickeri och smedja osv.
De tuffaste jobben var de som gällde förbränning av kol, antingen i pannrummet eller i askrum, och arbetarna fick utstå extremt höga temperaturer orsakade av förbränningen av kol i pannorna, förbränningsdamm samt öronbedövande buller under hela arbetsskiftet. Ändå var det i pannrummet som flest arbetare jobbade och flest arbetsuppgifter utfördes. Det var där som såväl chefsingenjören, tekniska ingenjörer, pannchefer, pannoperatörer, eldare och arbetare (askutvinning) slet under hårda arbetsvillkor, särskilt arbetarna.

## Kulturella tillgångar

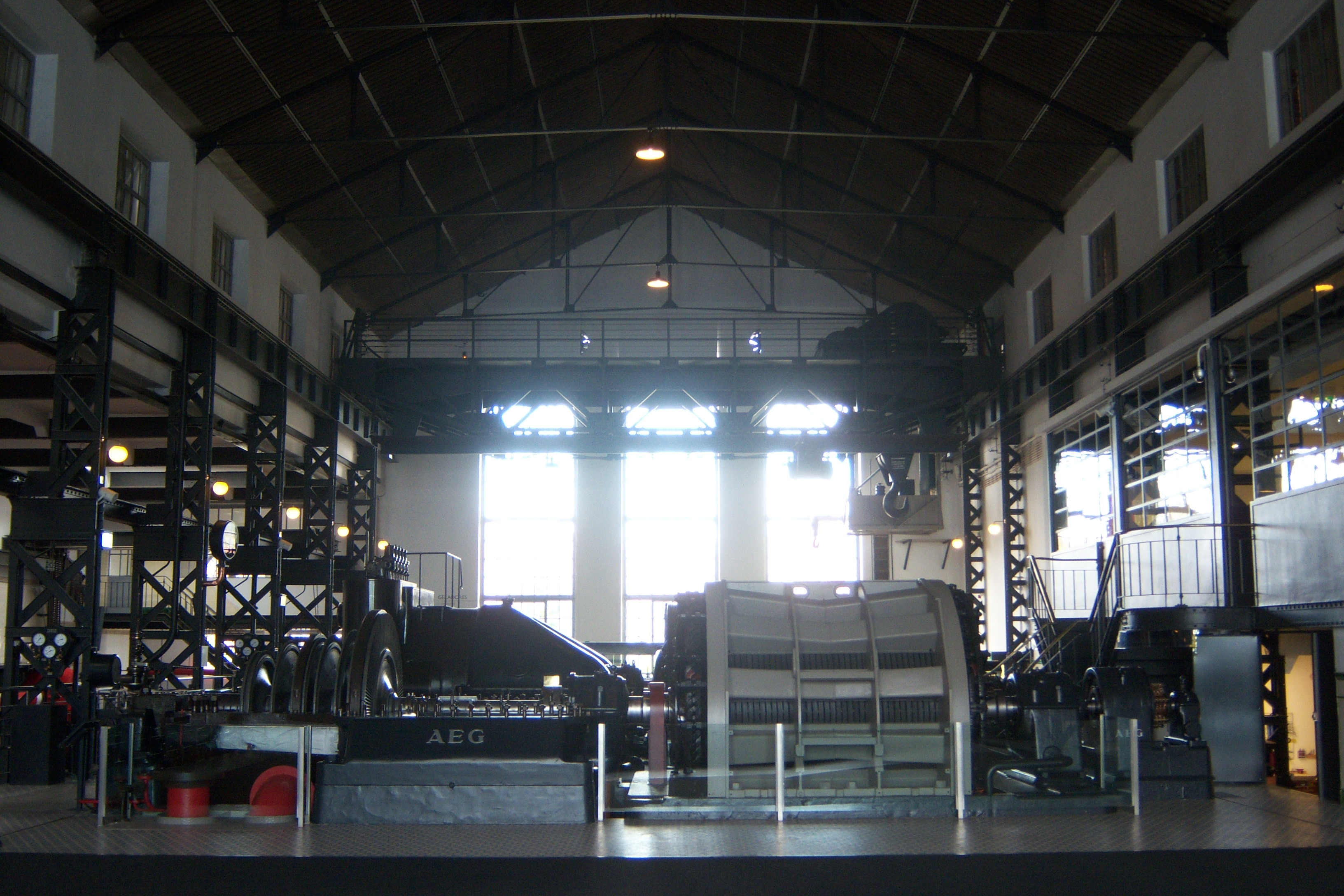
AEG-generatorn utställd i maskinrummet.

Central Tejo utgör en ovärderlig tillgång, inte bara arkitektoniskt och kulturellt utan även ur historiska, socialantropologiska och ekonomiska aspekter.
Det arv som blivit kvar efter tiden för verksamheten av kraftverket är värdefullt. Det var Portugals och Lissabons stora kraftverk fram till mitten av nittonhundratalet. Det försåg hela Lissabon och Tejodalen med gatu- och inomhusbelysning, samt el till fabriker. Utan detta skulle Lissabons historia ha sett annorlunda ut. Det var den mindre synliga delen av stadens expansion och tillväxt under nittonhundratalet, grunden för den regionala industrialiseringen och för den första elektrifierade järnvägen i landet (Lissabon – Cascais).
Samtidigt var Central Tejo avgörande för moderniseringen av Lissabon. Flera generationer har arbetat och lidit bland pannorna, så att andra kunde tända belysningen hemma, gå på gatorna som nattetid var upplysta av artificiellt ljus eller färdas lugnt sittande i elektriska spårvagnar som klättrade uppför de branta sluttningarna i staden.
Dessutom finns det inom kraftverkskomplexet fortfarande en samling av intakta tillgångar, som gör att denna gamla kraftstation har överlevt avindustrialiseringen av distriktet Belém och är unikt i hela landet och kanske också i Europa.
- Fastigheter. Central Tejo-anläggningen (klassificerad som kulturarvsbyggnad sedan 1986), med byggnader för lågtryck och maskinrum (1914-1930), högtrycks- och vattenrum (1938-1951), och olika verkstäder (som tidigare tillhörde det gamla sockerbruket från slutet av artonhundratalet och början av nittonhundratalet) inrymmer nu dokumentationscentret och museets förråd.

- Lösegendom. I museet finns det finns idag fyra högtryckspannor av märket Babcock & Wilcox från 1941 och 1951 och två turbogeneratorer av märket AEG från 1942 med sina respektive kondensatorer.  Det finns också kylar, brytare och mätinstrument i maskinrummet; renare, filter, pumpar och destillatorer i pumprummet, samtliga från 40-talet; kolhinkshissar, godsvagnar, silor, material för snickeri och smide, osv.  I förrådsrum och i trädgården finns det generatorer från andra kraftverk, hastighetsregulatorer, ventiler och olika delar kopplade till gatubelysningen i Lissabon, liksom hushållsapparater av alla åldrar, typer och klasser.